# The Bootleg Series Vol. 12: The Cutting Edge 1965-1966
| Recensione          | Giudizio |
| ------------------- | -------- |
| AllMusic            | [ 1 ]    |
| American Songwriter | [ 2 ]    |
| Billboard           | [ 3 ]    |
| Drowned in Sound    | 10/10    |
| Paste               | 10/10    |
| Pitchfork           | 8.7/10   |
| PopMatters          | [ 7 ]    |
| The Daily Telegraph | [ 8 ]    |

The Bootleg Series Vol. 12: The Cutting Edge 1965–1966 è il titolo del dodicesimo album discografico di Bob Dylan appartenente alla serie Bootleg Series, pubblicato nel novembre del 2015 dalla Columbia Records.

## Descrizione
È stato messo in distribuzione nel novembre 2015, ed è costituito da registrazioni del periodo 1965-1966, il cosiddetto periodo "elettrico" di Dylan. Comprende versioni alternative di canzoni registrate in studio rimaste inedite, nastri demo, e outtakes degli album Bringing It All Back Home, Highway 61 Revisited e Blonde on Blonde. Tre differenti versioni del box set sono state pubblicate in simultanea: una edizione condensata "Best of" in due CD; un cofanetto da 6 CD; ed una versione Deluxe in edizione limitata da 18 CD.

## Tracce(Versione 2 CD "Best of")
- Eccetto dove indicato diversamente tutte le canzoni sono di Bob Dylan.

Disco 1
1. Love Minus Zero/No Limit (Take 2, Acoustic) – 3:11
2. I'll Keep It with Mine (Take 1, Piano Demo †) – 4:11
3. Bob Dylan's 115th Dream (Takes 1 and 2, Solo Acoustic) – 6:17
4. She Belongs to Me (Take 1, Solo Acoustic) – 2:57
5. Subterranean Homesick Blues (Take 1, Alternate Take) – 2:38
6. Outlaw Blues (Take 2, Alternate Take) – 3:29
7. On the Road Again (Take 4, Alternate Take) – 2:31
8. Farewell, Angelina (Take 1, Solo Acoustic †) – 5:28
9. If You Gotta Go, Go Now (Take 2, Alternate Take) – 2:50
10. You Don't Have to Do That (Take 1, Solo Acoustic) – 0:50
11. California (Take 1, Solo Acoustic) – 3:05
12. Mr. Tambourine Man (Take 3 with The Band) – 3:23
13. It Takes a Lot to Laugh, It Takes a Train to Cry (Take 8, Alternate Take) – 3:28
14. Like a Rolling Stone (Short Version – Take 5, Rehearsal) – 1:44
15. Like a Rolling Stone (Take 11, Alternate Take) – 5:56
16. Sitting on a Barbed Wire Fence (Take 2) – 3:58
17. Medicine Sunday (Take 1) – 1:01
18. Desolation Row (Take 2, Piano Demo) – 2:00
19. Desolation Row (Take 1, Alternate Version) – 11:15

Disco 2
1. Tombstone Blues (Take 1, Alternate Take) – 7:30
2. Positively 4th Street (Take 5, Alternate Take) – 4:24
3. Can You Please Crawl Out Your Window? (Short Version – Take 1, Alternate Take) – 4:05
4. Just Like Tom Thumb's Blues (Take 3, Rehearsal) – 5:39
5. Highway 61 Revisited (Take 3, Alternate Take) – 3:30
6. Queen Jane Approximately (Take 5, Alternate Take) – 6:02
7. Visions of Johanna (Take 5, Rehearsal) – 7:40
8. She's Your Lover Now (Take 6, Rehearsal) – 4:58
9. Lunatic Princess (Take 1) – 1:20
10. Leopard-Skin Pill-Box Hat (Take 8, Alternate Take) – 3:26
11. One of Us Must Know (Sooner or Later) (Take 19, Alternate Take) – 5:10
12. Stuck Inside of Mobile with the Memphis Blues Again (Take 13, Alternate Take) – 4:03
13. Absolutely Sweet Marie (Take 1, Alternate Take) – 5:01
14. Just Like a Woman (Take 4, Alternate Take) – 5:19
15. Pledging My Time (Take 1, Alternate Take) – 3:22
16. I Want You (Take 4, Alternate Take) – 2:51
17. Highway 61 Revisited (Take 7, False Start) – 0:32

- Nota: (†) Precedentemente pubblicata in altre uscite ufficiali

## Formazione
- Bob Dylan — voce, chitarra, pianoforte, armonica a bocca
- Mike Bloomfield, Al Gorgoni, John Hammond Jr., Jerry Kennedy, Bruce Langhorne, Charlie McCoy, Wayne Moss, Kenny Rankin, Robbie Robertson — chitarre
- Joe South — chitarra, basso
- Paul Griffin— pianoforte, pianoforte elettrico, organo
- Al Kooper — organo, pianoforte elettrico, celesta
- Frank Owens — pianoforte, pianoforte elettrico
- Richard Manuel, Hargus "Pig" Robbins — pianoforte
- Garth Hudson — organo
- John Sebastian — basso, armonica a bocca
- John Boone, Harvey Brooks, Rick Danko, Joseph Macho Jr., Russ Savakus, Henry Strzelecki — basso
- Kenny Buttrey, Bobby Gregg, Levon Helm, Sandy Konikoff, Sam Lay — batteria
- Angeline Butler — cori in If You Gotta Go, Go Now (take 2)